# Тимошинск
Тимо́шинск — деревня в Эхирит-Булагатском районе Иркутской области России. Входит в состав Ахинского муниципального образования. 

## География
Деревня находится на правом берегу реки Куда (при впадении в неё речки Белый Ключ), на расстоянии 63 км к северо-востоку от посёлка Усть-Ордынский, административного центра района.

## Население
| 2002 | 2010 | 2011 | 2012 |
| ---- | ---- | ---- | ---- |
| 170  | ↗185 | ↘184 | ↘181 |

### Половой состав
По данным Всероссийской переписи, в 2010 году в деревне проживало 185 человек (86 мужчин и 99 женщин).